# Whitewater Township (comté de Bollinger, Missouri)
Pour les articles homonymes, voir Whitewater Township.
Whitewater Township est un township du comté de Bollinger dans le Missouri, aux États-Unis,. En 2010, sa population s'élève à 1 029 habitants. Fondé en 1872, il est baptisé en référence à la rivière du même nom.

## Source de la traduction
- (en) Cet article est partiellement ou en totalité issu de l’article de Wikipédia en anglais intitulé « Whitewater Township, Bollinger County, Missouri » (voir la liste des auteurs).